# 御史乡
御史乡，是中华人民共和国四川省南充市高坪区曾经下辖的一个乡。2019年10月，撤销御史乡，将其所属行政区域划归会龙镇管辖。

## 行政区划
御史乡撤销前下辖以下地区：
御史坟村、菩萨村、板桥村、阳马庙村、打铁坳村、琉璃寺村、杉树沟村、园坝子村、烂洞子村和丁字桥村。